# Franklin Standard Johnson
Franklin Standard Johnson, född 8 juni 1949 i Havanna, död oktober 2021, var en kubansk basketspelare som tog tog OS-brons 1972 i München. Detta var Kubas första tillika enda OS-medalj i basket.